# Brasschaat
Brasschaat (nederländskt uttal: [brɑˈsxaːt]) är en kommun i provinsen Antwerpen i regionen Flandern i Belgien. Kommunen har cirka 38 223 invånare (2020).